# 哈八石
哈八石（1284年—1330年），汉名丁文苑，元朝回回人，勘马剌丁的次子。
哈八石祖居于阗，幼年好学，元仁宗延祐二年（1315年）元朝第一次开科取士，中进士。开始担任固安州，打击豪强，安定民生，领军民修筑永定河堤三百里防止水患。历任中书省右司属官、礼部主事、秘书著作郎、监察御史、户部员外郎、佥浙西道廉访司事。为官清廉，有政绩。至顺元年（1330年），转任山北道廉访司，在途中去世。